# Distrito de San Cristóbal de Puerto Rico

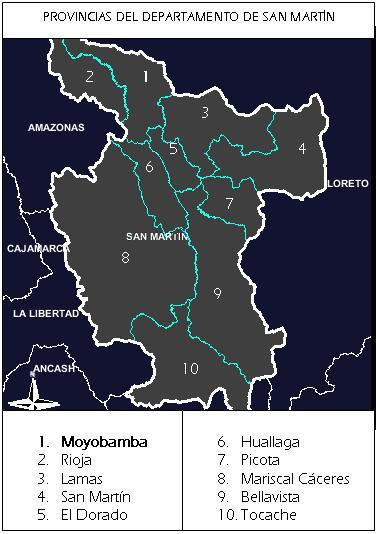
División política del Departamento de San Martín.

El distrito peruano de San Cristóbal  es uno de los nueve  distritos que conforman la Provincia de Picota en el Departamento de San Martín, perteneciente a la Región de San Martín  en el Perú.
Desde el punto de vista jerárquico de la Iglesia católica forma parte de la  Prelatura de Moyobamba, sufragánea de la Metropolitana de Trujillo y  encomendada por la Santa Sede a la Archidiócesis de Toledo en España.

## Geografía
La capital se encuentra situada a 310 m s. n. m.